# Bangbang (Bali)
Bangbang is een bestuurslaag in het regentschap Bangli van de provincie Bali, Indonesië. Bangbang telt 3774 inwoners (volkstelling 2010).